# Chebská pánev
Chebská pánev je geomorfologický celek v jihozápadní části Podkrušnohorské oblasti. Chebská pánev nemá z hlediska českého geomorfologického členění žádný podcelek ani okrsek.

## Geneze chebské pánve
Vznik podkrušnohorských pánví v severozápadních Čechách souvisí s odezvou alpinských horotvorných procesů. Po vyklenutí došlo v oslabené severozápadní části Českého masivu k tektonickému kolapsu – vzniku poklesové zóny SV-JZ směru, kterou označujeme jako oherský rift. Některé zlomy, zvláště tzv. litoměřický zlom při jihovýchodním okraji prolomu, měly hlubinný dosah až do svrchní části zemského pláště a právě podél nich došlo k oživení vulkanické činnosti v areálu riftu od bavorské Horní Falce přes Doupovské hory a České středohoří až do Lužice. Příčné tektonické struktury a vulkanická centra rozdělují rift na dílčí úseky – od západu k východu to jsou: Chebská pánev, Sokolovská pánev, Doupovské hory, Mostecká (severočeská) pánev, České středohoří a na severovýchodě Žitavská pánev.

## Geologická skladba
Severní část Chebské pánve je vyplněna terciérními sedimenty kolísavé mocnosti s maximální hloubkou asi 300 m na svém východním okraji. Podloží severní části Chebské pánve tvoří většinou pokleslé kry smrčinského plutonu; v části jižní se uplatňují zejména fylity. Sedimentace spodního jílovito-písčitého souvrství je překryta na větší části pánve uhelnou slojí a mocným komplexem souvrství cyprisového jílovce. Cyprisové souvrství lokálně není vyvinuto. Nejmladšími terciérními sedimenty jsou jíly a písky svrchního souvrství s četnými ložisky kaolinových jílů a písků využívaných v keramickém a stavebním průmyslu. Největší akumulace rozsáhlých povrchových lomů je při východním okraji, mezi Skalnou a Plesnou (Nová Ves, Velký Luh, Vackovec apod.)
Ve stavbě pánve se projevují tektonické linie několika směrů: SZ-JV (především v centrálním poruchovém pásmu v oblasti Soosu), VSV-ZJZ a S-J. V oblasti dochází k intenzivním, plošně rozsáhlým přírodním únikům a výronům oxidu uhličitého. Tyto projevy lze pozorovat jednak v údolní nivě potoka Plesná (Hartoušovské mofety a Bublák) a jednak v přírodní rezervaci Soos jako prameny (Císařský, Věra), ale také jako suché výrony CO2 v bahenních kráterech mofetového typu. Nejznámějšími vývěry jsou však minerální prameny Františkových Lázní využívané v balneoterapii.
Nejmladší sedimenty jsou kvartérní – mezi ty nejznámější patří ložiska slatiny, využívaná k lázeňským účelům (např. Františkovy Lázně, Vackovec apod.)

## Litostratigrafie
Litostratigraficky se chebská pánev člení na 5 základních jednotek – souvrství.

### Starosedelské souvrství
K souvrství patří málo prozkoumané výskyty sedimentů s eocenní flórou. Souvrství tvoří písčité a slídnaté jíly a jemnozrnné jílovité písky o mocnosti 10–20 m, místy s uhelnou příměsí. Mezi obcemi Velký Luh a Nový Kostel byly v podloží sedimentů zjištěny vrtem sklovité tufity, které připouštějí možnost maarového původu depresí. Makroflóra souvrství obsahuje zkameněliny vymřelých dřevin příbuzných ambroním, myrtám, vavřínům a skořicovníkům.

### Spodní jílovito-písčité souvrství
Leží na zvětralých granitech a svorech a je oligocenního až miocenního stáří. V pánvi je rozšířeno značně nesouvisle. Vyplňuje deprese a tektonické příkopy na úpatích fosilních hřbetů. Dosahuje mocnosti od několika metrů do 40–50 m, místy až 75 m. Souvrství je tvořeno převážně štěrky, písky, a písčitými jíly. V menší míře jsou zastoupeny slepence, pískovce a málo mocné uhelné jíly až uhlí, které se podobají sloji Josef v sokolovské pánvi.

### Hlavní slojové souvrství
Vyplňuje asi dvě třetiny plochy pánve a podle magnetostratigrafických měření je staré 23,2–21,3 mil. let. Uhelné sloje byly v letech 1870–1946 předmětem hlubinné i povrchové těžby uhlí, převážně v pochlovické části pánve.

### Cyprisové souvrství

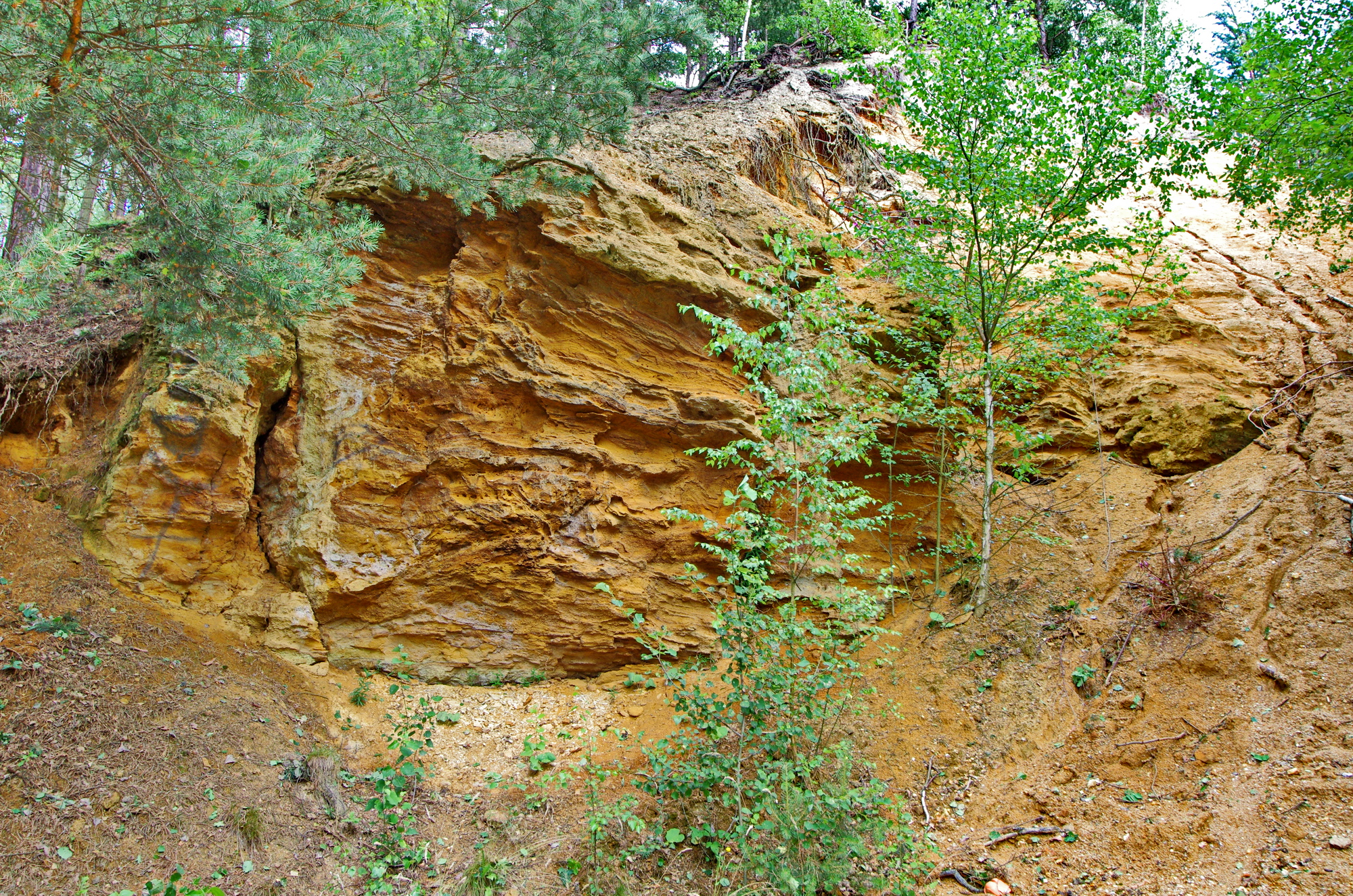
Vildštejnské souvrství u Kynšperku nad Ohří

Nasedá na hlavní slojové souvrství a místy přesahuje hranice jeho rozšíření. Jeho stáří je přibližně 21,3–17 mil. let. Jeho mocnost u mariánskolázeňského zlomu je až 170 m. Ve spodní části souvrství byly na několika místech zjištěny stromatolity. Jemně vrstevnaté zelenošedé jílovce jsou prokládány vrstvami jílů a bitumenních jílovců s vložkami pelokarbonátů. Z nadloží hlavní sloje pocházejí četné nálezy fauny, ze savců byli nalezeni především hlodavci. Významný je však nález mastodonta druhu Gomphoterium angustidens.

### Vildštejnské souvrství
Je pliocenního stáří, s pravděpodobným přesahem do pleistocénu. Ukládalo se po asi 12 mil. let trvajícím hiátu (období přerušení sedimentace). Leží diskordantně na povrchu sedimentů cyprisového souvrství, místy i na starších souvrstvích při okraji pánve. Paleomagneticky zjištěné stáří je 4,7–1,4 mil. let. Maximální mocnost souvrství dosahuje u jihovýchodního okraje pánve (mariánskolázeňský zlom) přes 100 m. Okraje souvrství po obvodu pánve svědčí o jeho původně podstatně větším plošném rozšíření. Nejlépe prozkoumané jsou Vonšovské vrstvy, ve kterých se vyskytují keramické suroviny. V okolí Skalné jsou mocné až 8 m a tvoří je převážně kaolinické jíly. K zajímavostem patří nálezy vltavínů v pískovně Dřenice v Novoveských vrstvách.

## Vulkanismus a seizmická aktivita
Oblast byla zasažena vulkanickou činností v terciéru a představuje starší vulkanickou fázi Chebské pánve. Její centra jsou u Slapan jižně od Chebu, u Horních Loman poblíž Františkových Lázní, u Skalné a Nebanic.

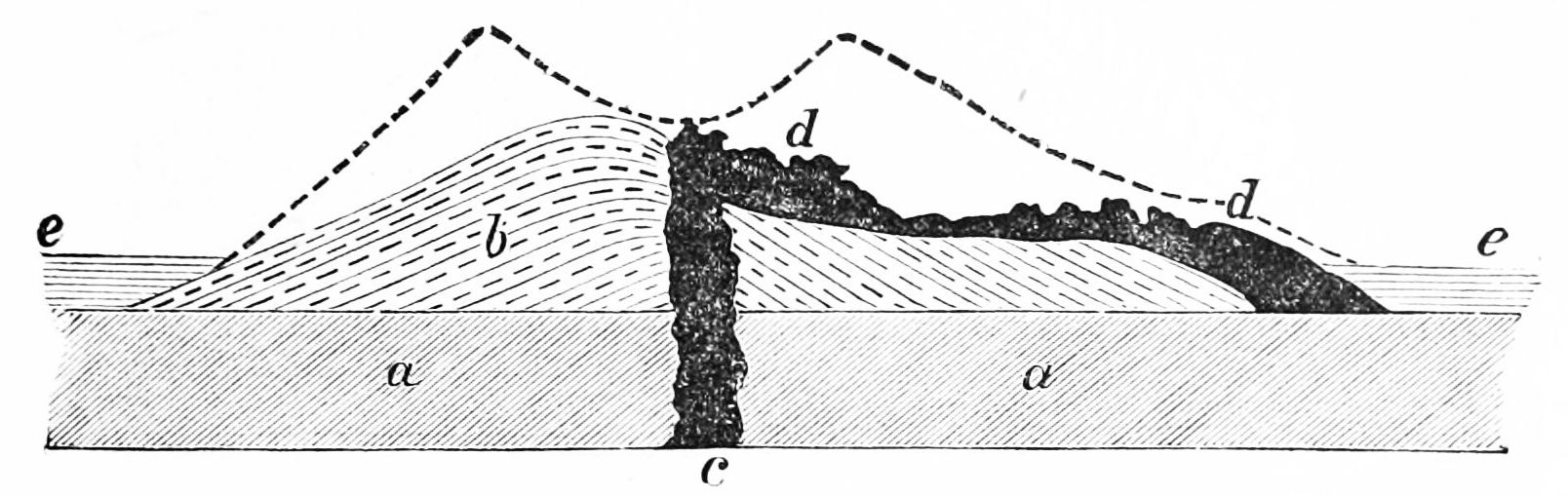
Schematický řez Komorní hůrkou

Nejmladší vulkanickou fází byly sopečná exploze v pliocénu a pleistocénu, zastoupené zejména Komorní hůrkou. Ta spolu s Železnou hůrkou patří k vůbec nejmladším sopkám v České republice. Železná hůrka již ovšem leží těsně za hranicí chebské pánve v geomorfologickém celku Smrčiny. Někteří geologové a seismologové v souvislosti se lokálními projevy zemětřesení mluví o doznívání sopečné činnosti, která se jednou může i opakovat.
V této otázce však nejsou geologové a seismologové jednotní, mnozí se domnívají, že otřesy jsou způsobeny posunem horninových bloků podél hluboce uloženého geologického zlomu.
Chebská pánev se nachází uprostřed seizmicky aktivní oblasti s epicentry historických zemětřesení. Zemětřesné roje jsou pozorovány od roku 1198. Tvoří je větší počet malých otřesů během období řádově týdnů až měsíců. Více než 90 % současných zemětřesení se vyskytuje v ohniskové zóně mezi Vackovcem a Počátkami, která protíná mariánskolázeňský zlom u Nového Kostela. Zajímavostí je, že během seizmické aktivity dochází i ke změnám hladiny vod v některých studních.
Rovněž minerální prameny mohou měnit svoji vydatnost a obsah minerálních látek i oxidu uhličitého.
Nejmohutnější otřesy ve 20. století byly zaznamenány v prosinci 1985. Nejsilnější otřes měl magnitudo 4,7. Centrum zemětřesení se nacházelo pod obcí Nový Kostel. Silný seizmický otřes, druhý nejsilnější otřes v západních Čechách za posledních sto let, byl v květnu 2014.

## Hydrogeologie

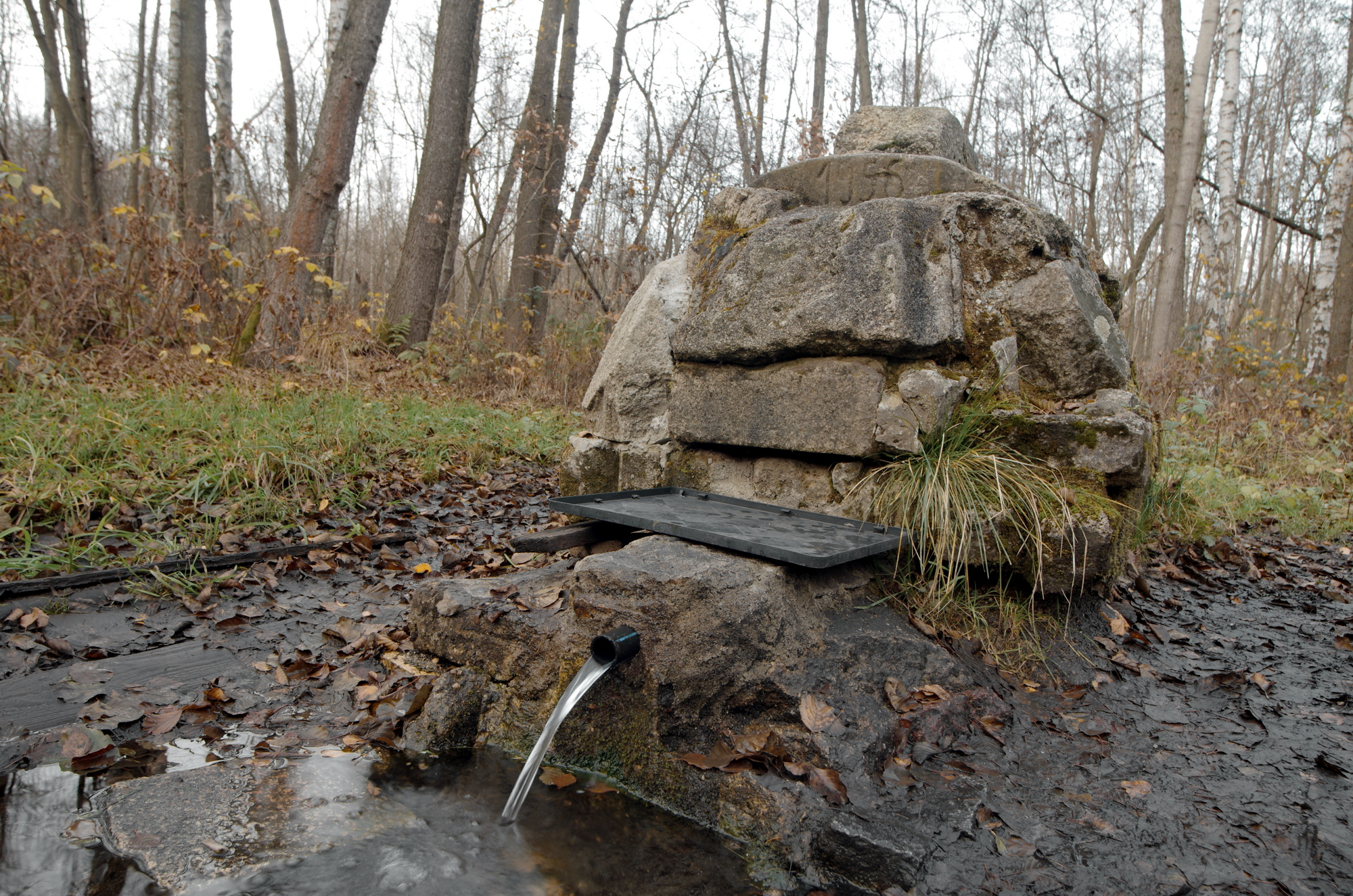
Pochlovická kyselka

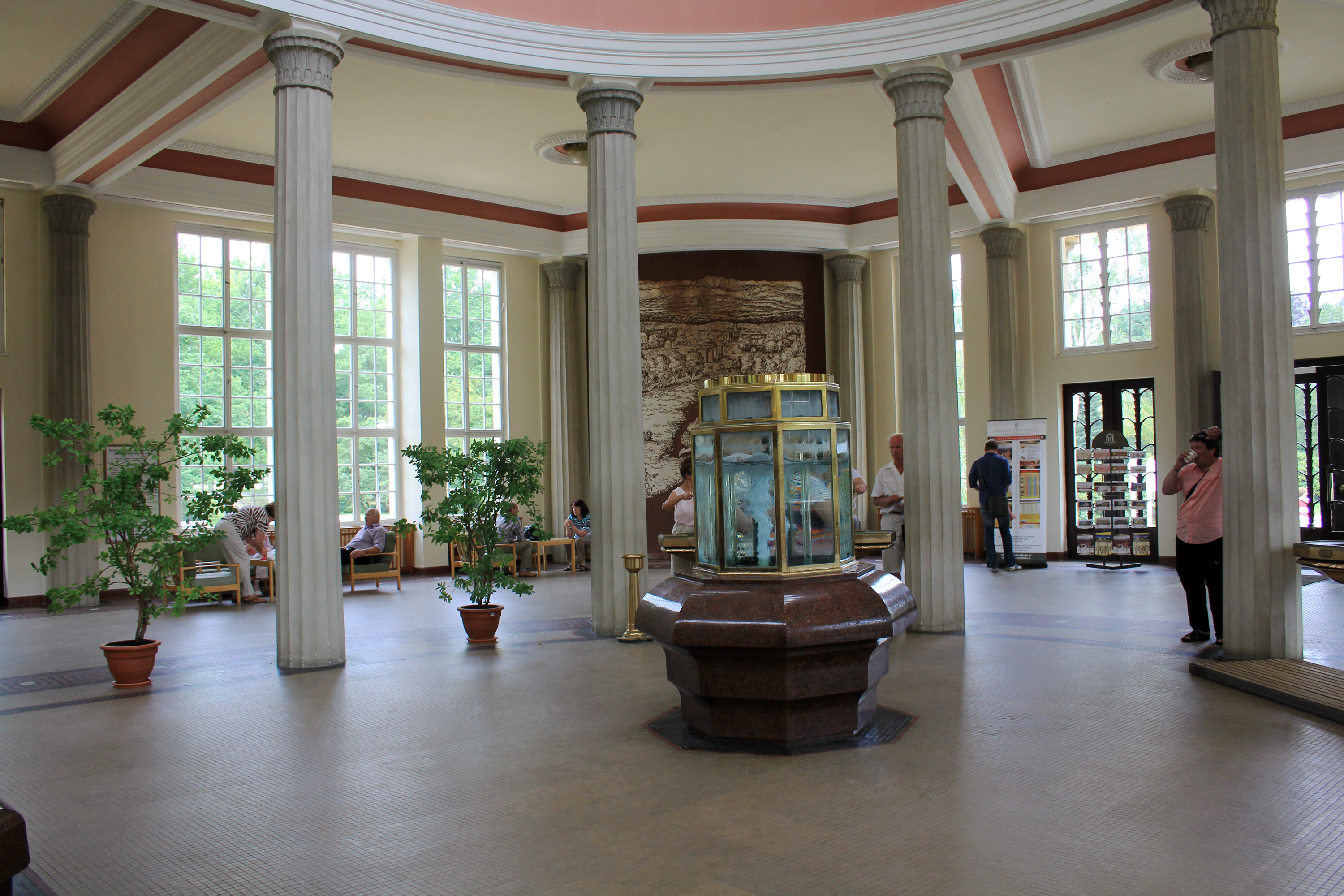
Dvorana Glauberových pramenů ve Františkových Lázních

Chebská pánev je rozlehlým systémem s akumulacemi prostých a minerálních vod s různým stupněm samostatnosti. Výjimečné postavení mají minerální prameny ve Františkových Lázních a blízkém okolí. Specifické je využití kyselek k pitným účelům.
Zvláštní hydrochemickou pozici má minerální pramen Glauber IV pro svou mimořádně vysokou mineralizaci (až 24 g·l−1). Nejteplejším přírodním výskytem uhličité vody v Chebské pánvi je Císařský pramen v národní přírodní rezervaci Soos, s teplotou přibližně 17 °C. Většina pramenů uhličitých vod a část mělce jímaných pramenů je vázána na hydrodynamickou zónu podzemních vod, malá část na systém napjatých artéských vod pánevní struktury. Oxid uhličitý má v celé pánvi hlubinný původ, jen podmínky výstupu k povrchu jsou odlišné.
Hlavním infiltračním územím františkolázeňských pramenů je přiléhající část smrčinského žulového plutonu. Obavy z ohrožení minerálních vod Františkových Lázní vedly k opakovanému vyhlašování ochranných pásem. Podzemní vody sycené oxidem uhličitým se však vyskytují v rozsáhlých územích Chebské pánve i jejího okolí. Výskyty představují jednu z největších akumulací uhličitých vod v České republice. V chebské pánvi a jejím bezprostředním okolí bylo zjištěno více než sto vývěrů proplyněných minerálních vod. Kromě minerálních pramenů je vodárensky významný odběr podzemní vody v okolí Nebanic.
Z úpravny vody Nebanice je dodávána pitná voda nebanickým skupinovým vodovodem pro obyvatele Chebu a značnou část obyvatel chebského okresu.

## Nerostné suroviny

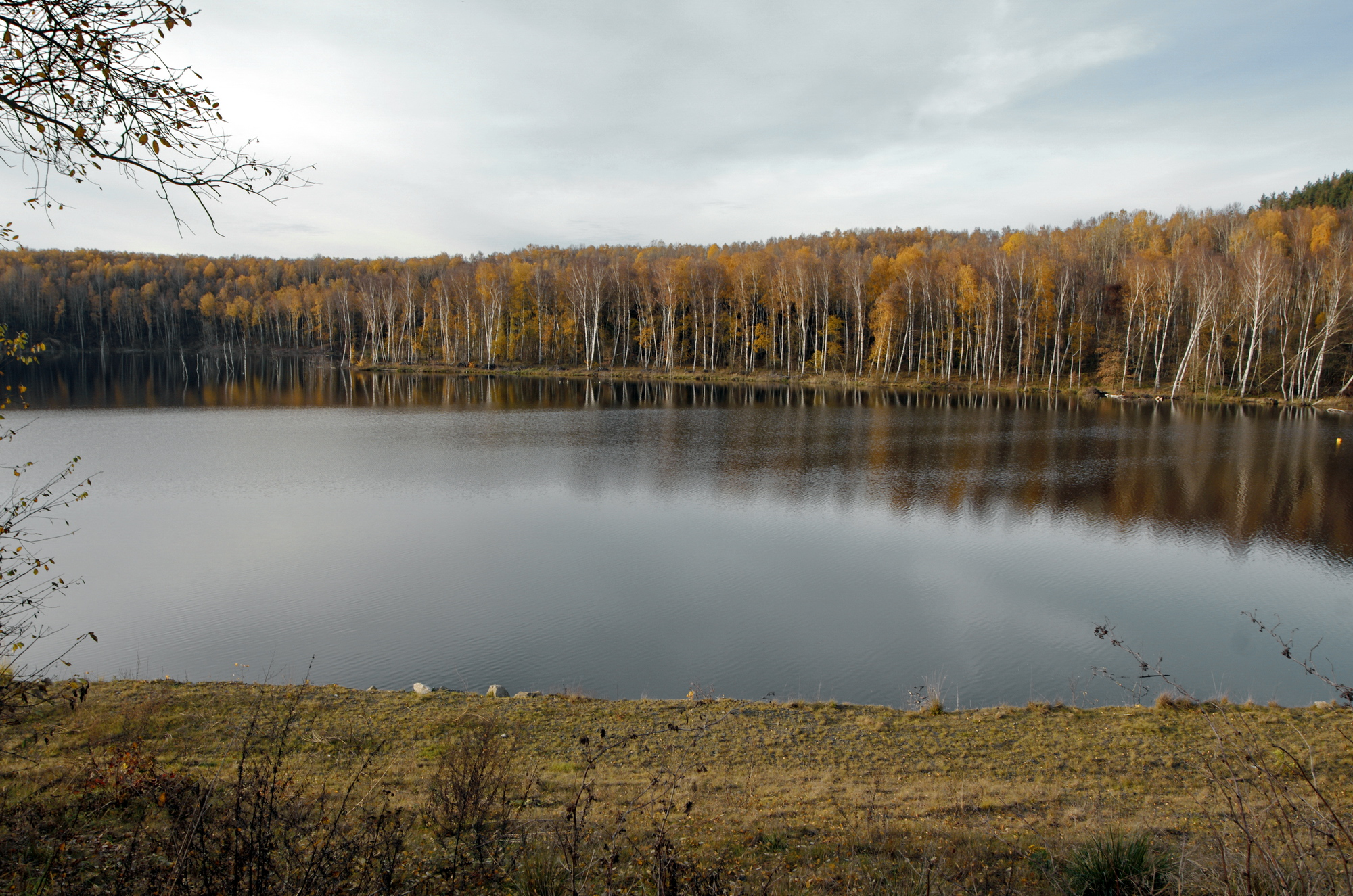
Bývalý uhelný lom Boží Požehnání

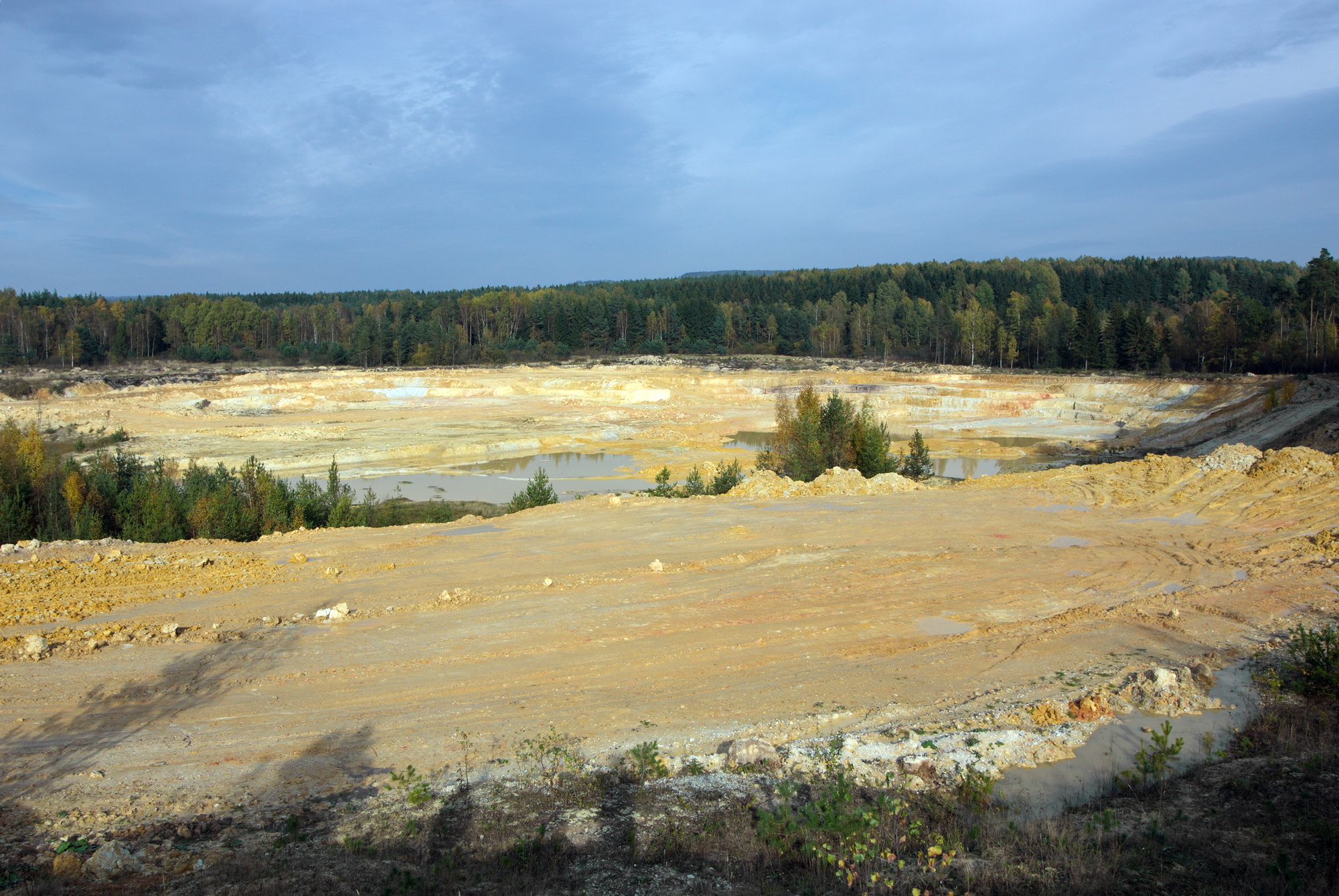
Těžba keramických jílů u Vackova

V chebské pánvi se začalo s těžbou uhlí v polovině 19. století. Uhlí se dobývalo hlubinně i lomově a bylo vesměs dopravováno do briketáren k dalšímu zpracování. Většího významu nabyla těžba od 70. let 19. století v souvislosti s dokončením stavby železniční trati Cheb-Chomutov. V roce 1871 (jiný zdroj uvádí rok 1876) byla založena Kynšperská báňská společnost (Königsberger Bergbaugesellschaft). Hlavní dolová činnost se soustředila na nový důl Boží požehnání (Segengottes) u Dolních Pochlovic, jehož otvírka byla ukončena v roce 1880. Těžené uhlí mělo poměrně nízkou výhřevnost a vyšší obsah vody. Na druhé straně mělo vysoký obsah bitumenu a proto se dobře hodilo pro briketování. Již v roce 1880 byla nedaleko dolu Boží požehnání postavena první kynšperská briketárna. Ta byla druhou briketárnou nejen v Čechách, ale i tehdejším Rakousko-Uhersku (první česká briketárna byla v Křemýži u Bíliny, ta však brzy zanikla). Kynšperská briketárna byla dlouho největší a jedinou v Čechách. Druhá briketárna s větším výkonem byla postavena v roce 1890. Kynšperské brikety byly velmi žádány nejen u nás, ale i v zahraničí. Většina produkce šla na vývoz. Odbyt v Rakousko-Uhersku činil 42 %, odbyt do zahraničí 58 %.
Kromě uhlí se v Chebské pánvi těží, resp. těžily žáruvzdorné a nežárovzdorné jíly, štěrkopísky, písky, bazaltiody (olivinický nefelinit v Libé) a cihlářské suroviny. Dříve se zde těžil kaolin, vápenec, pyrit a diatomity.

## Ochrana
Oblast Chebské pánve je chráněna jako Chráněná oblast přirozené akumulace vod nařízením vlády ČSR č. 85/1981 Sb., ochrana zřídelní struktury Františkovy Lázně pak pokrývá prakticky celou pánev. Celkem 3 pásma ochrany odstupňované dle blízkosti zdroje a chráněné Nařízení vlády č. 152 z roku 1992 Sb. Ochranu však mají zabezpečenou také ložiska nerostných surovin (hnědé uhlí, jíly, kaolin), přičemž koexistenci ochrany vod a nerostů řeší podmínky stanovených ochranných pásem Františkových Lázní.